# Киикский сельсовет
Киикский сельсовет — сельское поселение в Тогучинском районе Новосибирской области Российской Федерации.
Административный центр — село Киик.

## История
Статус и границы сельского поселения установлены Законом Новосибирской области от 2 июня 2004 года № 200-ОЗ «О статусе и границах муниципальных образований Новосибирской области»

## Население
| 2002  | 2010  | 2012  | 2013  | 2014  | 2015  | 2016  |
| ----- | ----- | ----- | ----- | ----- | ----- | ----- |
| 1479  | ↘1146 | ↘1113 | ↘1085 | ↘1070 | ↘1054 | ↘1036 |
| 2017  | 2018  | 2019  | 2020  | 2021  |       |       |
| ↘1021 | ↘999  | ↘991  | ↘976  | ↘950  |       |       |

## Состав сельского поселения
| № | Населённый пункт | Тип населённого пункта       | Население |
| - | ---------------- | ---------------------------- | --------- |
| 1 | Инской           | посёлок                      | ↘105      |
| 2 | Киик             | село, административный центр | ↘822      |
| 3 | Кусково          | деревня                      | ↘77       |
| 4 | Кусмень          | деревня                      | ↘142      |